# Naomi Oreskes
Naomi Oreskes (/əˈrɛskəs/;25 de novembro de 1958) é uma historiadora da ciência. Ela é professora de história da ciência na Universidade Harvard desde 2013.
Ela desenvolve pesquisas em geofísica e questões ambientais, tais como o aquecimento global e a história da ciência.
Os estudos de Naomi Oreskes contribuíram para a constatação da existência de um consenso científico sobre mudanças climáticas, tendo sido citada no livro Uma Verdade Inconveniente (An Inconvenient Truth), escrito pelo ex-presidente estadunidense Al Gore e baseado em um premiado documentário que possui o mesmo nome.
Em 2010, Oreskes foi coautora do livro Merchants of Doubt, escrito com o astronauta Eric Conway, no qual eles identificaram alguns paralelos entre o debate envolvendo o negacionismo das alterações climáticas e as controvérsias públicas sobre os efeitos carcinogênicos do tabaco.
Naomi Oreskes foi homenageada com o título de doutora honoris causa pela Universidade de Roskilde (Dinamarca) em 2016.

## Obras selecionadas
- Oreskes, Naomi. The Rejection of Continental Drift: Theory and Method in American Earth Science. Oxford University Press, 1999.[3]
- Oreskes, Naomi; Conway, Erik M. Merchants of Doubt: How a Handful of Scientists Obscured the Truth on Issues from Tobacco Smoke to Global Warming [en]. Bloomsbury Press, 2010.
- Oreskes, Naomi; Conway, Erik M. The Collapse of Western Civilization: A View from the Future. Columbia University Press, 2014.[3]
- Oreskes, Naomi; Kriege, John (eds.). Science and Technology in the Global Cold War. Boston: MIT Press, 2014.
- Oreskes, Naomi. Why Trust Science?. Princeton University Press, 2019.
- Oreskes, Naomi. Science on a Mission: How Military Funding Shaped What We Do and Don't Know about the Ocean. University of Chicago Press, 2021.

## Premiações
- Prêmio Waldemar Lindgren - concedido pela Society of Economic Geologists (1993);[7]
- Prêmio Francis Bacon em História e Filosofia da Ciência e Tecnologia - concedido pelo Caltech (2010);[8]
- Prêmio Herbert Feis - concedido pela American Historical Association (2014);[9]
- Medalha da Academia Britânica - concedida pela British Academy (2019);[10]
- Prêmio Mary C. Rabbit (Divisão de História e Filosofia da Geologia) - concedido pela Sociedade Geológica dos EUA (2019).[11]